# Algemene wet bestuursrecht
De Algemene wet bestuursrecht (afgekort Awb) is een Nederlandse wet die de algemene regels bevat voor de verhouding tussen de overheid en de individuele burgers, bedrijven en dergelijke. Dit gebied heet het bestuursrecht; een onderdeel daarvan is het bestuursprocesrecht.

## Geschiedenis
Het Nederlandse bestuursrecht is lange tijd zeer verbrokkeld geweest. Er waren veel voorschriften die onderling verschilden, terwijl er voor die verschillen meestal geen rechtvaardiging was. Zo liepen bijvoorbeeld per regeling de termijnen van bezwaar en beroep zeer uiteen. Inhoudelijke normen waren vaak niet in de wet, maar uitsluitend in jurisprudentie te vinden, waarbij het feit dat het bestuursrecht meerdere hoogste rechters kende de zaak nog verder compliceerde. In de Nederlandse Grondwet van 1983 werd daarom bepaald dat er een algemene wet bestuursrecht moest worden vastgesteld (art. 107 lid 2: “de wet stelt algemene regels van bestuursrecht vast”). Daarmee is de Algemene wet bestuursrecht een organieke wet: de Grondwet geeft opdracht tot het vaststellen van deze wet.
In 1983 werd de Commissie algemene regels van bestuursrecht ingesteld. Deze commissie bereidde de Algemene wet bestuursrecht voor.
 De wet is in verschillende fases (tranches) ingevoerd:
- Op 1 januari 1994 traden de eerste twee tranches in werking. (De grotere stukken wetgeving waaruit de Algemene wet bestuursrecht is opgebouwd en waarmee ze nog wordt aangevuld duidt men aan met het begrip tranche.) Deze eerste twee tranches bevatten definities, normen voor overheidshandelen en procedures van besluitvorming en rechtsbescherming.
- De derde tranche trad op 1 januari 1998 in werking. Deze tranche bevatte aanvullingen op bestaande hoofdstukken, bepalingen over beleidsregels en subsidies, en bepalingen over rechtshandhaving, bestuurlijk toezicht, mandaat en delegatie.
- de vierde tranche, ingangsdatum 1 juli 2009, gaat over de bestuurlijke boete. De regeling maakt het mogelijk dat niet alleen de belastingplichtige maar ook zijn medeplichtigen, waaronder zijn adviseurs, kunnen worden beboet.

Soms wordt de Algemene wet bestuursrecht ook tussen de tranches door aangevuld op kleinere punten.
Met de Algemene wet bestuursrecht wilde men vier doelen bereiken:
- Meer eenheid brengen in de bestuurlijke wetgeving. Op een aantal punten is die eenheid inderdaad bereikt;
- Systematiseren en vereenvoudigen van bestuurlijke wetgeving. Dit bereikte men door gelijkluidende bepalingen in vele afzonderlijke wetten samen te brengen in de Algemene wet bestuursrecht;
- Vastleggen in de wet van normen die in de rechtspraak zijn ontwikkeld. Het betreft hier een aantal beginselen van behoorlijk bestuur zoals het zorgvuldigheidsbeginsel en het motiveringsbeginsel;
- Voorzieningen treffen voor zaken die naar hun aard een algemene regeling behoeven, zodat ze niet in veel afzonderlijke regelingen geregeld hoeven te worden. Het betreft bijvoorbeeld de doorzendplicht van stukken die bij de verkeerde instantie worden ingediend, en de verplichting om eerst bezwaar te maken alvorens in beroep te gaan.

## Inhoud
De Awb is een algemene wet en beoogt dus algemene leerstukken van het bestuursrecht te regelen. Nu is het natuurlijk altijd de vraag wat algemeen is en wat specifiek toebehoort tot het bijzondere bestuursrecht. De jaren sinds de invoering van de Awb hebben laten zien dat steeds meer leerstukken die ooit zijn ontwikkeld in complexe, bijzondere bestuursrechtelijke regelgeving, in de Awb terechtkomen. Vaak vanuit de gedachte dat de problematiek die speelt bij een specifieke wet, weleens het beste algemeen opgelost kan worden – bijvoorbeeld via een wetswijziging en opneming in de Awb. De verhouding tussen de Awb en het bijzondere bestuursrecht is dynamisch en nog in ontwikkeling.
De wet regelt o.a. dat men bezwaar kan maken tegen een besluit. Ook regelt de wet de afhandeling van een klacht.

### Typen bepalingen
Om de verhouding tussen de Awb en bijzondere wetten te bepalen, worden vier typen bepalingen in de Awb onderscheiden:
1. dwingende bepalingen
2. gangbare bepalingen
3. vangnetbepalingen
4. facultatieve bepalingen.

#### Dwingende bepalingen
Dit zijn bepalingen die zonder uitzondering voor het hele bestuursrecht behoren te gelden. Voorbeelden zijn artikel 6:12 en artikel 10:14 Awb. Bepalingen in bijzondere wetten en materiële wetten die met een dwingende bepaling uit de Awb in strijd zijn, moeten komen te vervallen. Hetzelfde geldt voor bepalingen in de bijzondere wetgeving die hetzelfde voorschrijven als de dwingende Awb-bepalingen: zij worden overbodig.
In een enkel geval blijkt het noodzakelijk om toch een regeling te treffen die afwijkt van een dwingende Awb-bepaling. Dat kan alleen door een formele wet. Het is vast wetgevingsbeleid om zo'n afwijking aan te geven met de formule “in afwijking van artikel ... van de Algemene wet bestuursrecht” of “Artikel ... van de Algemene wet bestuursrecht is niet van toepassing.” Dit soort afwijkingen moet steeds nadrukkelijk gemotiveerd worden. Als een wet dus een bepaling of afhandelingswijze bevat die afwijkt van de Awb én bij de invoering van de Awb niet is ingetrokken of aangepast, dan gaat de bijzondere regeling vóór de algemene van de Awb.

#### Gangbare bepalingen
De Awb kent veel bepalingen die moeten worden beschouwd als de beste hoofdregel voor normale gevallen. Deze bepalingen zijn herkenbaar aan de clausule “tenzij bij wettelijk voorschrift anders is bepaald.” Een voorbeeld is artikel 4:52 lid 2 Awb.

#### Vangnetbepalingen
In een enkel geval geeft de Awb nadrukkelijk voorrang aan de bijzondere wetgever. Het gaat dan om onderwerpen waarbij het door de variëteit aan situaties niet goed mogelijk is een algemene regel te geven, maar waarbij het wel wenselijk is om een regel te geven waarop kan worden teruggevallen als de bijzondere wetgever het onderwerp niet heeft geregeld. Een voorbeeld is artikel 4:44 lid 2 tot en met 4 Awb.

#### Facultatieve bepalingen
De Awb kent ook bepalingen die slechts gelden als dit uitdrukkelijk is bepaald – hetzij bij wettelijk voorschrift, hetzij bij besluit van het bevoegde bestuursorgaan. Een woord waaraan je facultatieve bepalingen kunt herkennen is het woord 'indien'.  

### Uitputtende bepalingen
Hiernaast kan nog een vijfde categorie bepalingen worden onderscheiden: uitputtende bepalingen. Voorbeelden daarvan zijn de regels over mandaat en delegatie, vernietiging en schorsing. In andere gevallen is het denkbaar dat de bijzondere wetgever de Awb aanvult. Zo regelt de Awb in artikel 3:46 slechts dat de motivering van een besluit deugdelijk moet zijn. In een aantal gevallen vult de bijzondere wet deze bepaling aan, door bepaalde elementen te specificeren die in ieder geval aan de orde moeten komen in de motivering.

## Aanpassing bestuursprocesrecht 2013
Op 1 januari 2013 is de Wet aanpassing bestuursprocesrecht in werking getreden, waarmee het bestuursprocesrecht zo veel mogelijk centraal in de Awb is opgenomen. Voorheen werd steeds in de bijzondere wet (bijvoorbeeld de Wet op de Raad van State, de Beroepswet en de Wet algemene bepalingen omgevingsrecht) geregeld of en hoe men bezwaar, administratief beroep en/of beroep kon instellen. Sinds de Wet aanpassing bestuursprocesrecht is dit uit de bijzondere wetten gehaald en centraal geregeld in twee bijlagen. Bijlage 1 regelt wanneer men de bezwaarfase kan overslaan en direct beroep kan instellen. Bijlage 2 regelt de absolute competentie van bijzondere bestuursrechters. Alleen de cassatiecompetentie van de Hoge Raad in belastingzaken is in de Algemene wet inzake rijksbelastingen blijven staan.
Artikel 8:1 van de Awb regelt dat een belanghebbende beroep kan instellen bij de bestuursrechter tegen een besluit van een bestuursorgaan. Artikel 8:6, eerste lid, van de Awb bepaalt dat dit beroep moet worden ingesteld bij de rechtbank (sector bestuursrecht), tenzij Bijlage 2 anders bepaalt. Bijlage 2 bepaalt, bijvoorbeeld, dat tegen een besluit genomen op grond van de Tabakswet beroep moet worden ingesteld bij de rechtbank Rotterdam, en dat de Centrale Raad van Beroep in eerste en enige aanleg oordeelt over beroepen tegen besluiten genomen op grond van de Wet buitengewoon pensioen 1940-1945. Artikel 7:1 van de Awb bepaalt (nog steeds) dat wel eerst bezwaar moet worden gemaakt. Nieuw in dit artikel is dat bezwaar mag worden overgeslagen als het een besluit betreft genomen op grond van een wet die is opgenomen in Bijlage 1. Deze bijlage bepaalt bijvoorbeeld dat rechtstreeks beroep kan worden ingesteld tegen een besluit genomen op grond van de Wet tijdelijk huisverbod. Eerder waren dergelijke bepalingen dus verspreid opgenomen in de vele bijzondere wetten.
Naast deze grote wijziging zijn in de hele Awb de in onbruik geraakte termen 'administratieve rechter' en 'administratieve rechtspraak' vervangen door 'bestuursrechter' respectievelijk 'bestuursrechtspraak', om aansluiting te zoeken bij het gangbare spraakgebruik. Ook is een relativiteitsvereiste opgenomen in het nieuwe artikel 8:69a voor het beroep bij de bestuursrechter. Dit betekent dat, wil iemand een besluit vernietigd zien wegens strijd met een geschreven of ongeschreven rechtsregel of algemeen rechtsbeginsel, deze regel moet strekken tot de bescherming van de belangen van degene die een beroep doet op de vernietiging. In bezwaar is dit anders. Een concurrent kan zich in bezwaar bijvoorbeeld beroepen op het feit dat een besluit in strijd is met de welstand, hoewel welstandsbepalingen helemaal niet tot zijn bescherming strekken. In beroep kan dit dus niet meer.

## Vereenvoudiging en digitalisering
Zie Wetsvoorstel vereenvoudiging en digitalisering van het procesrecht.